# Didemnum domesticum
Didemnum domesticum är en sjöpungsart som beskrevs av Kott 2004. Didemnum domesticum ingår i släktet Didemnum och familjen Didemnidae. Inga underarter finns listade i Catalogue of Life.